# Snaaib
Menkhaure Snaaiblà một pharaon Ai Cập trong thời kỳ Chuyển tiếp thứ Hai. Theo các nhà Ai Cập học Kim Ryholt và Darrell Baker, ông là vua của vương triều Abydos, mặc dù vậy họ lại không xác định vị trí của ông trong vương triều này. Mặt khác, Jürgen von Beckerath coi Snaaib là một vị vua cai trị vào giai đoạn gần cuối của vương triều thứ 13.

## Chứng thực
Bằng chứng duy nhất cùng thời cho triều đại của Snaaib là một tấm bia bằng đá vôi được sơn màu "có chất lượng đặc biệt thô", nó được phát hiện ở Abydos và ngày nay nằm tại bảo tàng Ai Cập (CG 20517). Tấm bia này ghi lại tên nomen, prenomen và Horus của vị vua này và cho thấy vị vua này đang đội vương miện Khepresh và tôn thờ thần Min.

## Vương triều
Trong nghiên cứu về thời kỳ Chuyển tiếp thứ Hai của mình, Kim Ryholt đã bổ sung cho ý kiến ban đầu được đề xuất bởi Detlef Franke mà cho rằng sau sự sụp đổ của vương triều thứ 13 cùng với việc Memphis bị người Hyksos chinh phục, một vương quốc độc lập tập với trung tâm nằm ở Abydos đã xuất hiện ở miền Trung Ai Cập. Do đó Vương triều Abydos dùng để chỉ một nhóm các vị vua địa phương cai trị trong một khoảng thời gian ngắn ở miền trung Ai Cập. Ryholt giải thích rằng Snaaib chỉ được chứng thực nhờ vào tấm bia đá của ông đến từ Abydos và do đó có thể thuộc về vương triều này. Kết luận này nhận được sự đồng thuận bởi Darrell Baker nhưng lại không được von Beckerath ủng hộ, ông ta đặt Snaaib vào giai đoạn gần cuối của vương triều thứ 13.